# Spoorlijn Wavrin - Armentières
De Spoorlijn Wavrin - Armentières was een Franse spoorlijn van Wavrin naar Armentières. De lijn was 13,3 km lang en heeft als lijnnummer 293 000.

## Geschiedenis
De lijn werd aangelegd door de Compagnie des chemins de fer du Nord en geopend op 1 februari 1884. Reizigersverkeer werd opgeheven in 1937. Daarna is er op het gedeelte  van Wavrin tot Beaucamps-Erquinghem nog goederenvervoer geweest tot 1955 en van Beaucamps-Erquinghem naar Ennetières-en-Weppes tot 1972. Het gedeelte tussen Ennetières-en-Weppes en Armentières is gesloten in 2000. 
Van Wavrin tot Ennetières-en-Weppes is de lijn opgebroken, het andere gedeelte is buiten gebruik.

## Aansluitingen
In de volgende plaatsen is of was er een aansluiting op de volgende spoorlijnen:
Wavrin
RFN 289 000, spoorlijn tussen Fives en Abbeville
Armentières
RFN 295 000, spoorlijn tussen Lille en Les Fontinettes
RFN 295 606, stamlijn tussen Armentières en Armentières-Annexe
RFN 294 000, spoorlijn tussen Armentières en Arques
RFN 298 000, spoorlijn tussen Armentières en Houplines